# Корнев, Павел Николаевич
Павел Николаевич Корнев (род. 23 июня 1978, Челябинск, СССР) — русский писатель-фантаст, экономист.
В 2000 году окончил экономический факультет Челябинского государственного университета, затем без малого девять лет проработал в «Сбербанке». На текущий момент полностью сосредоточился на литературной деятельности. Более-менее регулярно начал писать в 2003 году, с рассказами участвовал в нескольких сетевых конкурсах, но без особого успеха. Первый роман — «Лёд» вышел в издательстве «Альфа-книга» в январе 2006 года, за него в сентябре 2006 года присуждён «Меч без Имени».
Книги цикла «Приграничье» выходят на польском языке в издательстве Fabryka Słów, на чешском в издательстве Fantom Print. Цикл Экзорцист на конференции Басткон-2013 был удостоен премии им. Афанасия Никитина.
Хобби: домашнее пивоварение.